# Okręg wyborczy Bradford
Okręg wyborczy Bradford powstał w 1832 r. i wysyłał do brytyjskiej Izby Gmin dwóch deputowanych. Okręg obejmował miasto Bradford. Został zlikwidowany w 1885 r.

## Deputowani do brytyjskiej Izby Gmin z okręgu Bradford
- 1832–1841: Ellis Cunliffe Lister, wigowie
- 1832–1837: John Hardy, wigowie, od 1835 r. Partia Konserwatywna
- 1837–1841: William Busfield, wigowie
- 1841–1847: John Hardy, Partia Konserwatywna
- 1841–1841: William Cunliffe Lister, wigowie
- 1841–1851: William Busfield, wigowie
- 1847–1852: Thomas Perronet Thompson, wigowie
- 1851–1857: Robert Millingan, wigowie
- 1852–1867: Henry Wickham Wickham, Partia Konserwatywna
- 1857–1859: Thomas Perronet Thompson, wigowie
- 1859–1861: Titus Salt, Partia Liberalna
- 1861–1885: William Edward Forster, Partia Liberalna
- 1867–1868: Matthew William Thompson, Partia Liberalna
- 1868–1869: Henry William Ripley, Partia Liberalna
- 1869–1874: Edward Miall, Partia Liberalna
- 1874–1880: Henry William Ripley, Partia Liberalna
- 1880–1885: Alfred Illingworth, Partia Liberalna